# Wolfgang Sonne
Wolfgang Sonne (* 1965) ist ein deutscher Architekturhistoriker und Professor für Geschichte und Theorie der Architektur an der Technischen Universität Dortmund.

## Leben
Wolfgang Sonne studierte Kunstgeschichte und Archäologie an der Ludwig-Maximilians-Universität München, Universität Paris IV und der FU Berlin (Magister 1994). Von 1994 bis 2003 arbeitete er als Dozent an der ETH Zürich und promovierte dort schließlich 2001. Er lehrte außerdem an der Harvard University, der Universität Wien und der University of Strathclyde. Seit 2007 ist er Professor für Geschichte und Theorie der Architektur an der Technischen Universität Dortmund. Er ist wissenschaftlicher Leiter des Baukunstarchivs NRW sowie stellvertretender Direktor des Deutschen Instituts für Stadtbaukunst.

## Publikationen
- Wolfgang Sonne: Representing the State: Capital City Planning in the Early Twentieth Century. Prestel, 2003, ISBN 9783791328980.
- Wolfgang Sonne (Hg.): Die Medien der Architektur. Deutscher Kunstverlag, 2011, ISBN 978-3422068216.
- Wolfgang Sonne: Urbanität und Dichte im Städtebau des 20. Jahrhunderts. DOM publishers, 2014, ISBN 9783869223216.
- Wolfgang Sonne, Regina Wittmann: Städtebau der Normalität: Der Wiederaufbau urbaner Stadtquartiere im Ruhrgebiet. DOM publishers, 2018, ISBN 9783869226163.